# 和歌浦天満宮

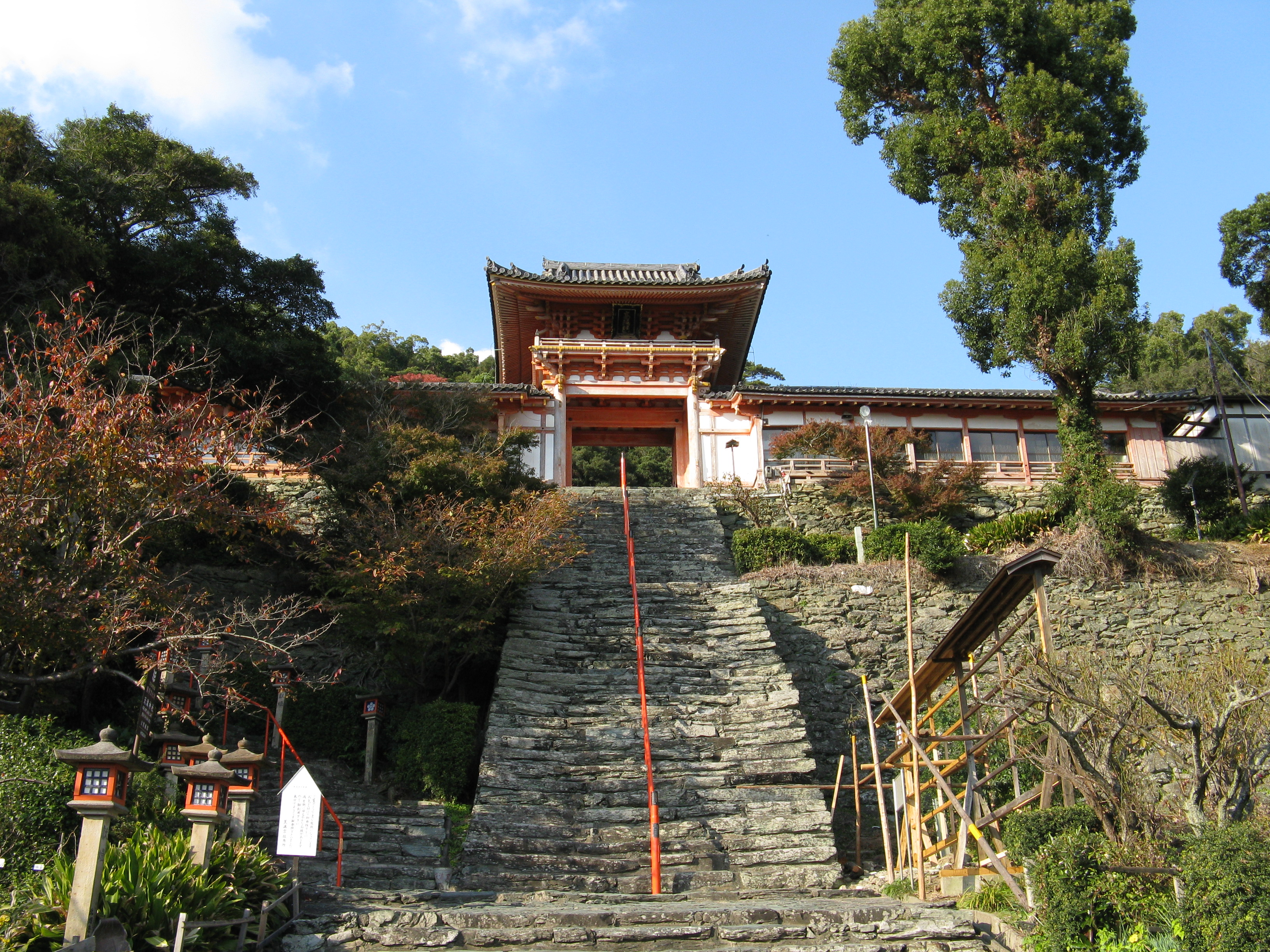
楼門

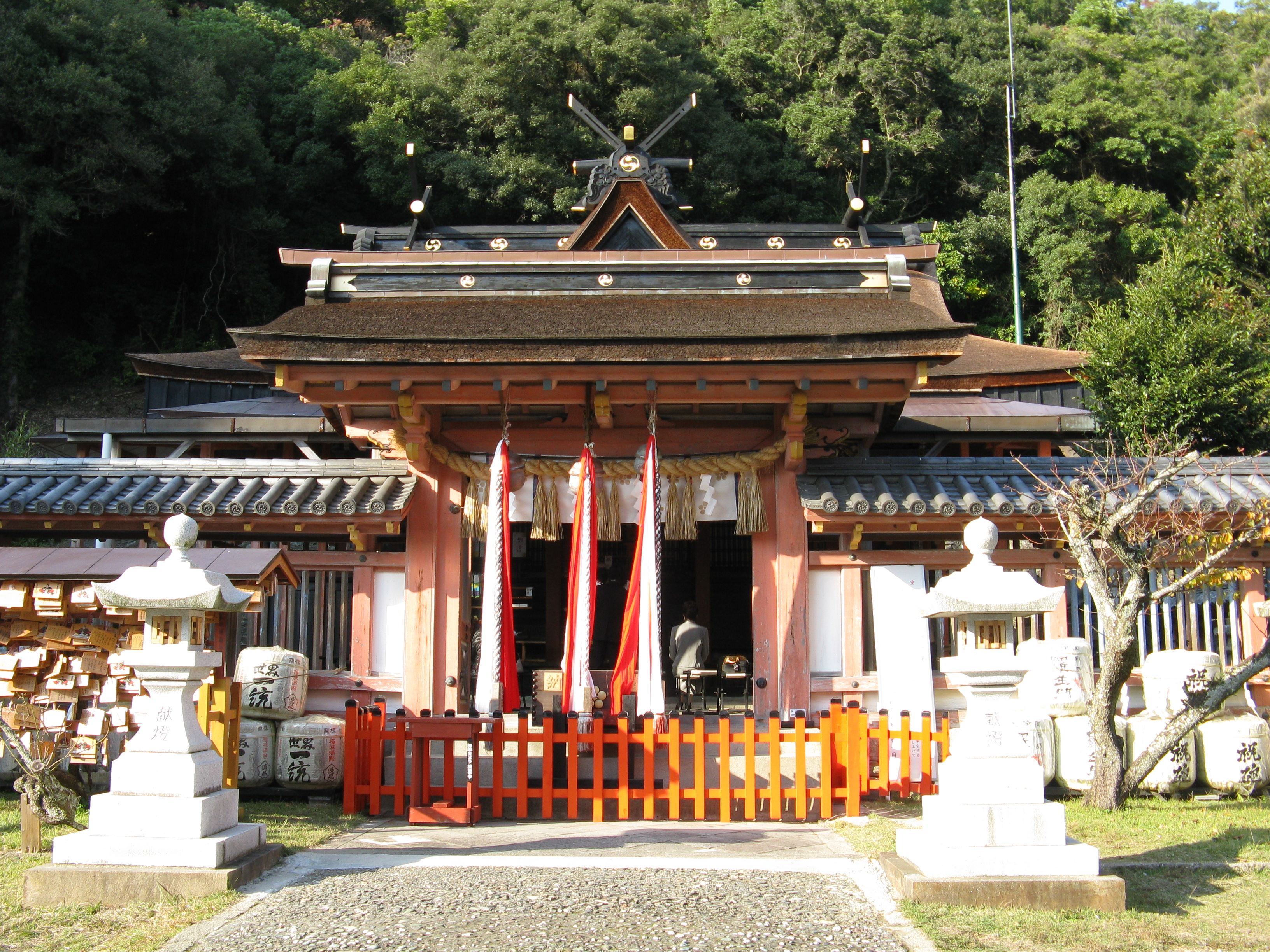
唐門

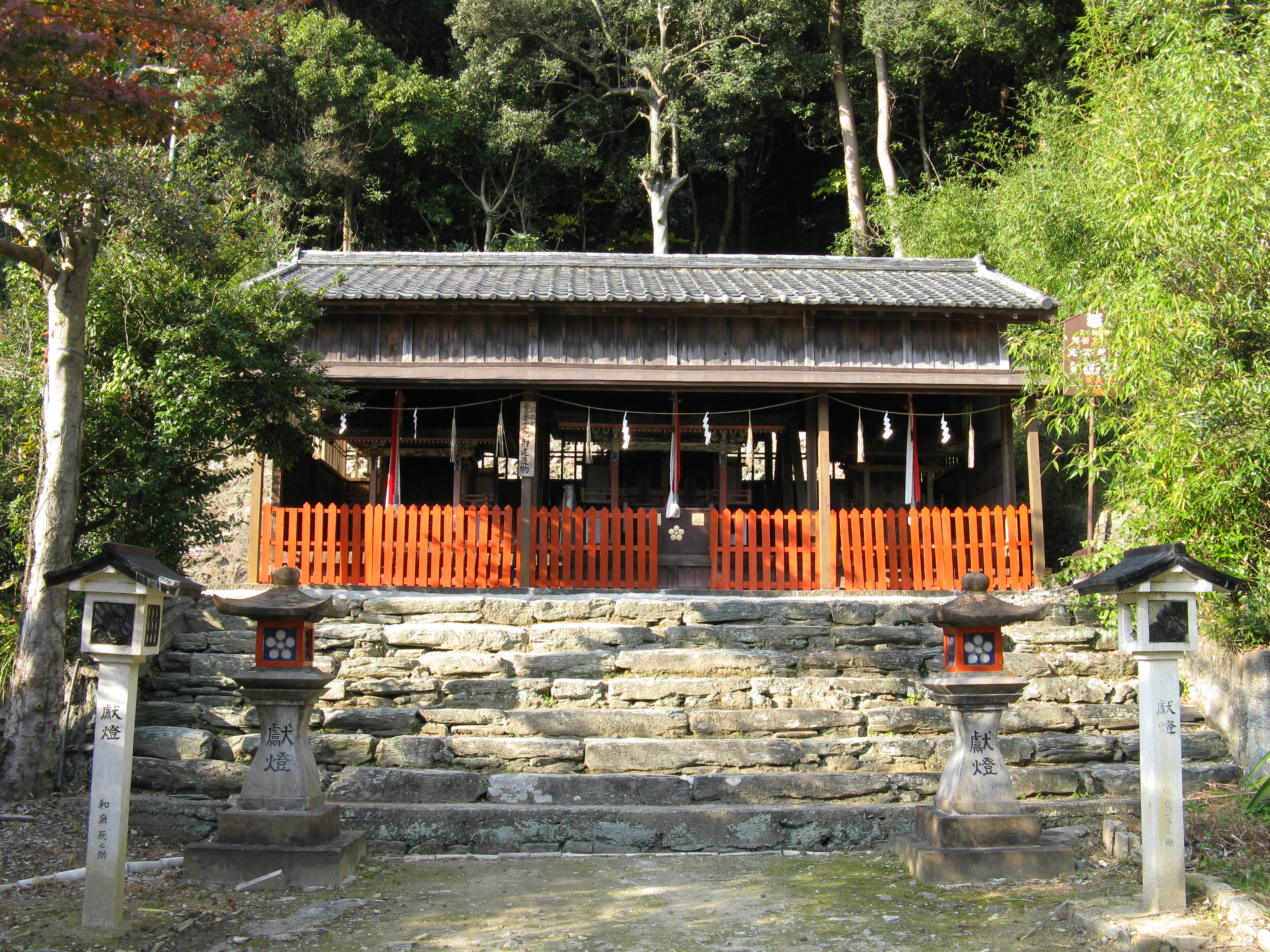
末社の覆屋。覆屋内部には向かって左から多賀神社（重要文化財）、天照皇太神宮・豊受大神宮（重要文化財）、白山比賣神社の3棟が建つ。

和歌浦天満宮（わかうらてんまんぐう）は、和歌山県和歌山市和歌浦西にある神社。法人としての名称は「天満神社」。
和歌浦天神山（標高約93m）の中腹に位置して菅原道真を祀り、和歌浦一円の氏神として尊崇されている。学問の神を祀ることから毎年多くの受験生が訪れる。日本三菅廟の一つである。

## 歴史
右大臣菅原道真は昌泰の変で失脚すると大宰員外帥に任ぜられ、延喜元年（901年）に大宰府に向かった。その途中、海上の風波を避けるために和歌浦に船を停泊させた。その時、現在当社が鎮座する山（天神山）から和歌浦を望み、2首の歌を詠んでいる。
その後、村上天皇の康保年間（964年 - 968年）に参議橘直幹が大宰府から帰京する途中に和歌浦へ立ち寄り、この地に神殿を建て道真の神霊を勧進して祀ったのが当社の始まりとされる。
また、道真が立ち寄った際に敷物がなく、漁師が船の艫綱を敷物（円座）にして迎えたという話から綱敷天神とも称せられる。漁師が船の艫綱を円座にして道真を迎えた故事は神戸市須磨区の綱敷天満宮にも伝わっている。明石海峡に近い須磨と紀淡海峡に近い和歌浦の双方を道真の一行が訪れたとは考えにくいが、いずれが道真一行の取ったルートであったかははっきりしない。
寛治4年（1090年）には白河法皇が熊野三山に行幸する際に当社に詣で、菊花紋章の御幕を奉納している。以後当社では近年に至るまで梅花と並んで菊花を社紋として用いた。
天正13年（1585年）、羽柴秀吉による紀州征伐により社殿が焼失するが、後に和歌山城代の桑山重晴が復興させ、和歌山城主の浅野幸長により本格的に再建された。浅野幸長は慶長9年（1604年）から同11年（1606年）にかけて天神山の中腹を開墾して社地を造成し、本殿、唐門、拝殿、楼門、東西回廊などを再建した。本殿、楼門等の建築や彫刻には、平内（へいのうち）吉政と子で後に江戸幕府御大工棟梁となった平内政信が関わっている。本殿奥や楼門前面の石垣もこの時造られたものである。
全国に天満宮と称する神社は数多くあるが、江戸時代の朱子学者で徳川家康のブレーンも勤めた林羅山は、元和7年（1621年）にこの地を訪れると、和歌浦天満宮は太宰府天満宮、北野天満宮とともに由緒がある神社で、日本の三菅廟の一つであるといっている。また、同年には当社の東に紀州東照宮が建立されている。
寛文4年（1664年）に紀州藩主徳川頼宣より25石を寄進されている。
江戸時代を通じて社家安田能登守が天満宮、東照宮両者の社官として明治維新まで奉仕している。
当社を含めて一帯が国指定史跡・名勝の和歌浦となっている。

## 祭神
- 主祭神 - 菅原道真

## 境内
- 本殿（重要文化財） - 慶長11年（1606年）に浅野幸長により再建。桁行五間・梁間二間の入母屋造、檜皮葺き。蟇股（かえるまた）には動物や草花の彫刻を入れ、建物各所を極彩色で飾る。
- 唐門
- 筆塚
- 社務所
- 回廊
- 楼門（重要文化財） - 慶長10年（1605年）に浅野幸長により再建。入母屋造。本瓦葺き、滴水瓦としては初期の例である。軒は二軒扇垂木で禅宗様を取り入れている。一間一戸門としては日本最大級の門である。

### 摂末社
- 多賀神社 - 本殿（重要文化財）は慶長年間（1596年 - 1615年）建立。
- 天照皇太神宮豊受大神宮 - 本殿（重要文化財）は慶長年間（1596年 - 1615年）建立。
- 白山比賣神社
- 白太夫神社
- 鹿島神社・香取神社
- 春日神社
- 柿本神社
- 神集神社
- 八幡神社
- 産霊神社
- 天穂日神社
- 三宝竃神社
- 住吉神社
- 高富稲荷神社
- 白藤龍王・白高大神
- 白鳥神社

## 文化財

### 重要文化財
- 天満神社本殿
- 天満神社楼門
- 天満神社 2棟
  - 末社多賀神社本殿
  - 末社天照皇太神宮豊受大神宮本殿

### 国指定史跡・名勝
- 和歌浦 天満神社境内地 - 国指定史跡・名勝の和歌浦に当社の境内地が含まれている。

## 祭礼
- 初天神 - 1月25日
- 筆供養祭 - 8月20日

「筆塚」 に使い古しの筆を奉納し、書道の上達を祈る。

## 所在地
- 〒641-0024 和歌山県和歌山市和歌浦西2丁目1-24

## 交通
- 南海和歌山市駅またはJR和歌山駅から和歌山バスの雑賀崎方面行き（雑賀崎循環バス）、または新和歌浦行きで約25分、権現前停留所下車、徒歩約5分

## 周辺
- 和歌浦
  - 雑賀崎、番所庭園、新和歌浦、紀州東照宮、玉津島神社、不老橋、片男波海岸
- 養翠園
- 塩竈神社
- 紀三井寺（護国院）